# Igreja de São João Batista (Vélez-Málaga)
A Igreja de São João Batista (em castelhano: Iglesia de San Juan Bautista) é um templo católico situado em Vélez-Málaga, na província de Málaga, Espanha. É um monumento histórico-artístico que sofreu, ao longo do tempo, diferentes mudanças arquitetônicas em sua estrutura, a partir das tendências de cada período.
A igreja data de 1487, construída sob os postulados gótico-mudéjares. No mesmo século, entre 1541 e 1564, sofreu uma remodelação em sua estrutura arquitetônica e, com sob a jurisdição do bispo Fray Bernardo Manrique, foi feita uma nova ampliação, construindo nesta época a torre da igreja.
As reformas feitas durante o período barroco foram muito significativas, das quais conservam-se ainda alguns elementos. No fim do século XVIII, se realizou a decoração da sacristia, peça extraordinária construída em 1789, obra atribuída a José Martín de Aldehuela. Entre 1853 e 1860, foi feita a maior reforma da história do edifício pelo bispo Juan Nepomuceno Castelhana, adquirindo então seu atual caráter neoclássico.
A sua magnífica entrada apresenta finíssima decoração a base de estuque com elementos naturais e símbolos apocalípticos, representando o âmbito mais clássico da igreja. 

## Descrição

### Estrutura
O templo estrutura-se com três naves de seis trechos, separadas mediante arcos, que descansam em pilares cujas frentes se anexam à pilastras. Estas pilastras aparecem dobradas na nave central e elevam-se até o entablamento superior.
A nave central, mais alta e larga que as laterais, cobre cinco de seus seis trechos com abóbada de médio canhão, além de pequenas abóbadas e arcos, que se apoiam sobre um entablamento, e leva até o Evangelho.
O presbitério tem planta retangular e cabeceira plana, encontrando-se em um nível mais alto que as três naves e ocupa até o sexto trecho da nave central, tem uma abóbada semi-esférica, a modo de cruzeiro, apoiando-se em pendículos.
Na cabeceira do presbitério, localiza-se o coral. Consta de três partes, a situada no centro compõe-se de três cadeiras de maior tamanho que as restantes. Em ambos os lados, se localizam dois grupos de cinco cadeiras e outros dois grupos de três nos muros laterais do presbitério. Foram produzidas no século XIX em madeira de mogno.
Aos pés da nave central, encontra-se um cancel realizado em madeira no século XIX. Compõe-se de três corpos, o central disposto com portas duplas, decorada no centro com uma cruz de Malta. O arremate ou telhado tem forma ondulada e o friso é decorado com motivos florais estilizados. Um segundo cancel localiza-se na "nave do Evangelho" em seu quinto trecho, apresentando características similares.
As duas naves laterais estruturam-se em trechos quadrangulares cobertos com abóbadas semi-esféricas. Sobre o vão que dá acesso à capela da cabeceira da nave do Evangelho, se encontra um escudo heráldico realizado no século XVIII.
Aos pés da nave do Evangelho, em seu primeiro trecho abre-se a capela do Cristo dos Vigias que alberga a imagem titular, uma obra renascentista do século XVI. Originalmente, coroava a cobertura do retábulo da Igreja de Santa Maria, a Maior e, temporariamente, desde 1941 a cabeceira da capela maior da Igreja de San Juan Batista.
No quinto trecho da mesma nave, abre-se uma capa que dá acesso à sacristia. Compõe-se de uma magnífica decoração. Seu vão com dintel encontra-se enquadrado por um arco de médio ponto revestido de estuque, decorado com relevos de motivos florais e na rosca e tímpano com os símbolos apocalípticos.

### Sacristia
A sacristia, construída em 1789 possui planta retangular percorrida por colunas coríntias, decoradas com plantas ornamentais e laços, que se misturam com os medalhões, laçadas, jarros e flores que inundam as paredes e a cobertura. O entablamento rodeia todo este âmbito, alternando janelas e quadros enquadrados, com cornijas dentadas. O conjunto é flanqueado por pilastras coríntias,  sobre mísulas e sinuosas molduras. Sobre a cornija alça-se, a modo de penacho, uma placa recortada coroada com molduras, adornos foleados e arremates laterais, com perfil de copas e cestos de folhas e frutos ao estilo rococó.
A cobertura estrutura-se num espaço quadrado coberto com casquete esférico decorado com oito galões de três pés. Os espaços laterais se ornamentam com molduras, em cujo centro albergam rosáceas, curvas e motivos floraisais.
Na capela absidal ou capela do Sacrário, situada na cabeceira da nave da Epístola, localiza-se uma mesa de altar produzida em mármore esculpido, no século XVIII. Apresenta um relevo com o tema iconográfico do Cordeiro Apocalíptico. Assim mesmo, no primeiro trecho da mesma nave encontra-se a pia batismal, feita no século XVI em pedra, com incrustações de diferentes cores.

### Torre
No primeiro trecho da nave da Epístola, abre-se o acesso à torre: seu interior distribui-se em cinco estadias, comunicadas por uma escada situada na lateral destas. No último corpo, acha-se uma antiga capela do fim do século XVIII, de planta retangular coberta com abóbada octogonal sobre trompas, decorada com gesso em estilo rococó, mostrando uma moita com moldura foleada, no centro da qual penduram folhas e flores alternando com cornucópias.
No exterior, o paramento das fachadas encontra-se pintado de cor ocre, terminando na zona superior com beirais. A torre construída em alvenaria, com tijolos à mostra, compõe-se de um alçado de quatro corpos, dois de planta quadrangular, separados por impostas de arcos cegos, coroados em seus ângulos com pilares arrematados com jarros, e dois corpos superiores octogonais. Ocampanário superior compõe-se em cada frente de um arco flanqueado com pilastras duplas e uma cornija superior. Os arcos albergam três sinos de bronze da primeira metade do século XVIII, decorados com bandas e inscrições.
A estrutura da torre corresponde à construção de 1541, sendo restaurada em 1742. As duas entradas estão construídas em tijolo.

### Entrada

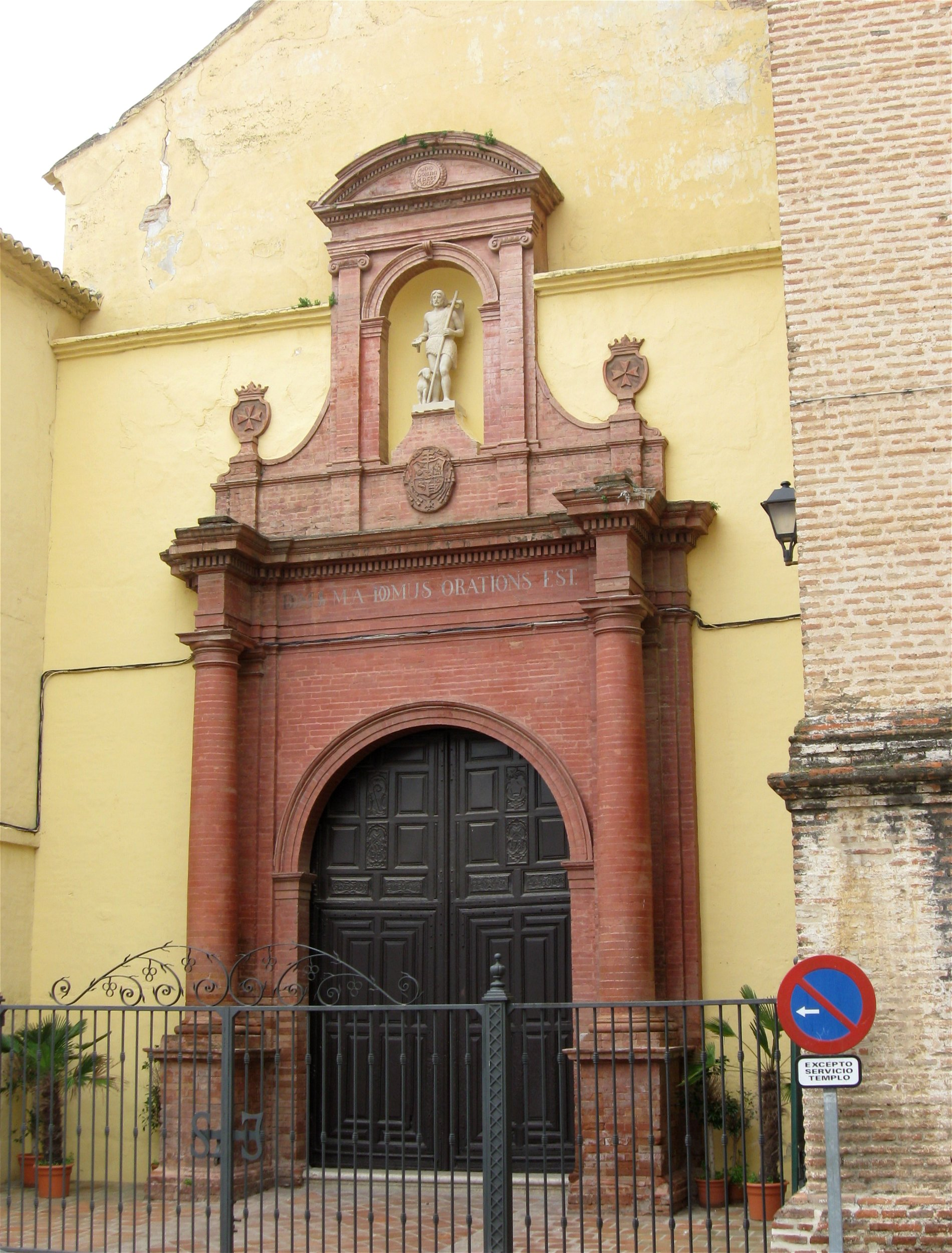
Entrada da igreja

A entrada principal (ou dos pés do templo) estrutura-se com dois corpos: o inferior, composto de um vão de médio ponto flanqueado por duas colunas toscanas, destacadas sobre pedestais e entablamento superior sobre o qual descansa a cobertura, esta sendo composta de um nicho central de médio ponto, flanqueada por pilastras jônicas em suas laterais e entablamento superior coroado com frontão curvo, em cujo centro alberga um escudo patriarcal, realizado em 1829. Apresenta uma cruz dupla no centro, chapéu do qual partem cordões terminados em quatro pontas e a medalha da ordem de Carlos III no interior, à direita uma ave e uma tigela, na esquerda Santiago Apóstolo e um coração, símbolo da Ordem Franciscana. Em ambos os lados da capa, sobre pilares, coroam também dois escudos com a cruz de Malta. Cobre o vão primeiramente uma porta de dupla folha com persianas, realizada em madeira em 1781, e composta com quarteirões de diferente tamanho colocados simetricamente. Na zona superior de ambas as folhas aparecem cartelas com inscrições decorativas e o epígrafe 
ANO DE 1781 SENDDIOO O E S DIOPH...DE MOLINA LARIO E NAVA. 
A entrada, situada no muro da Epístola, estrutura-se com um vão de médio ponto, flanqueado por colunas toscanas sobre basamento e frontão triangular superior, em cujo tímpano apresenta a cruz de Malta no interior de uma moldura circular e em ambos lados se arremata com jarros.
Uma porta de dupla folha, realizada em madeira em 1781, contendo painéis de diferentes medidas, dispostos geometricamente, mostrando no centro da zona superior decorações com a cruz de Malta, cobre o vão de acesso. Da mesma cronologia e características que a porta anterior, outras duas portas fecham os acessos da igreja, abertas na nave do Evangelho em seu terceiro e quinto trechos.